# Palm Invest

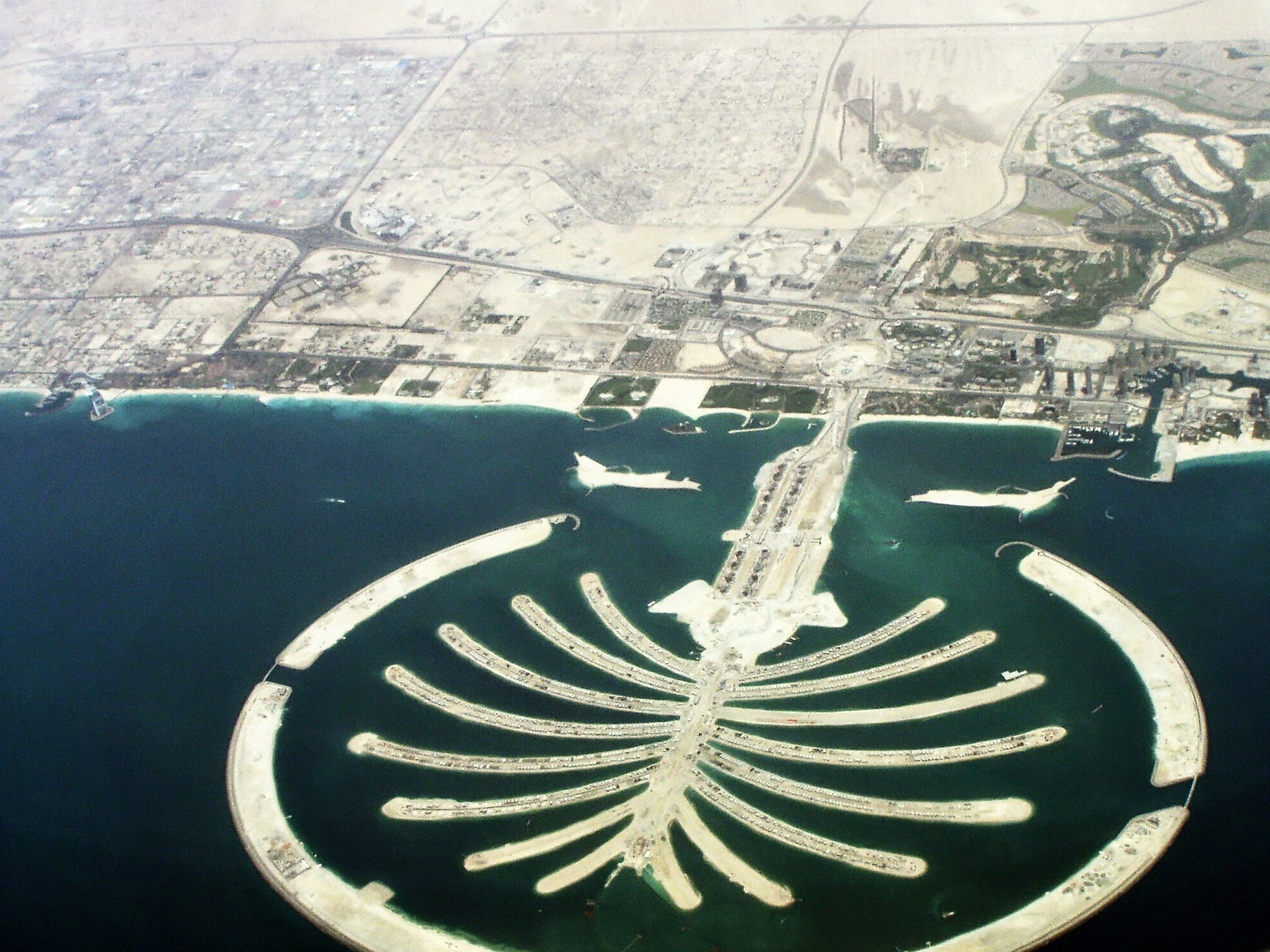
Een palmeiland op Dubai

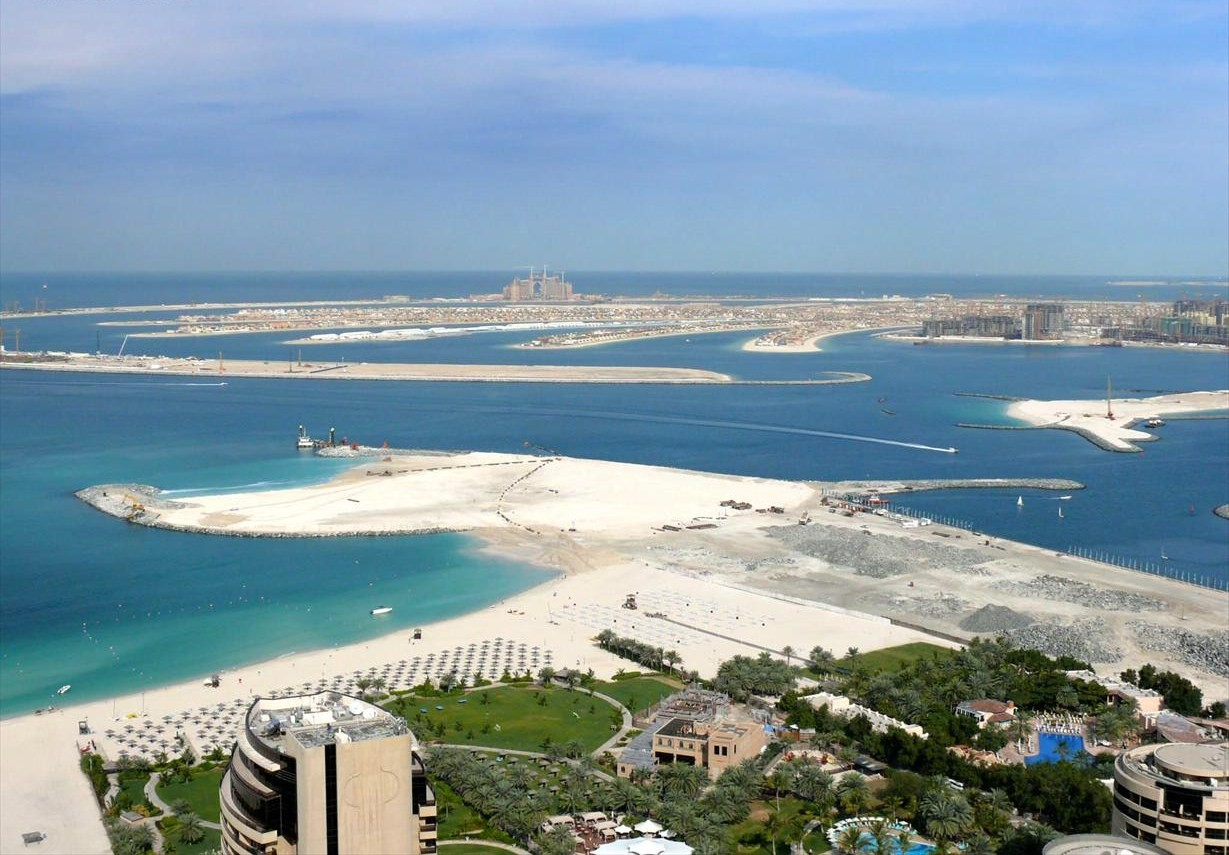
Palmeiland Dubai

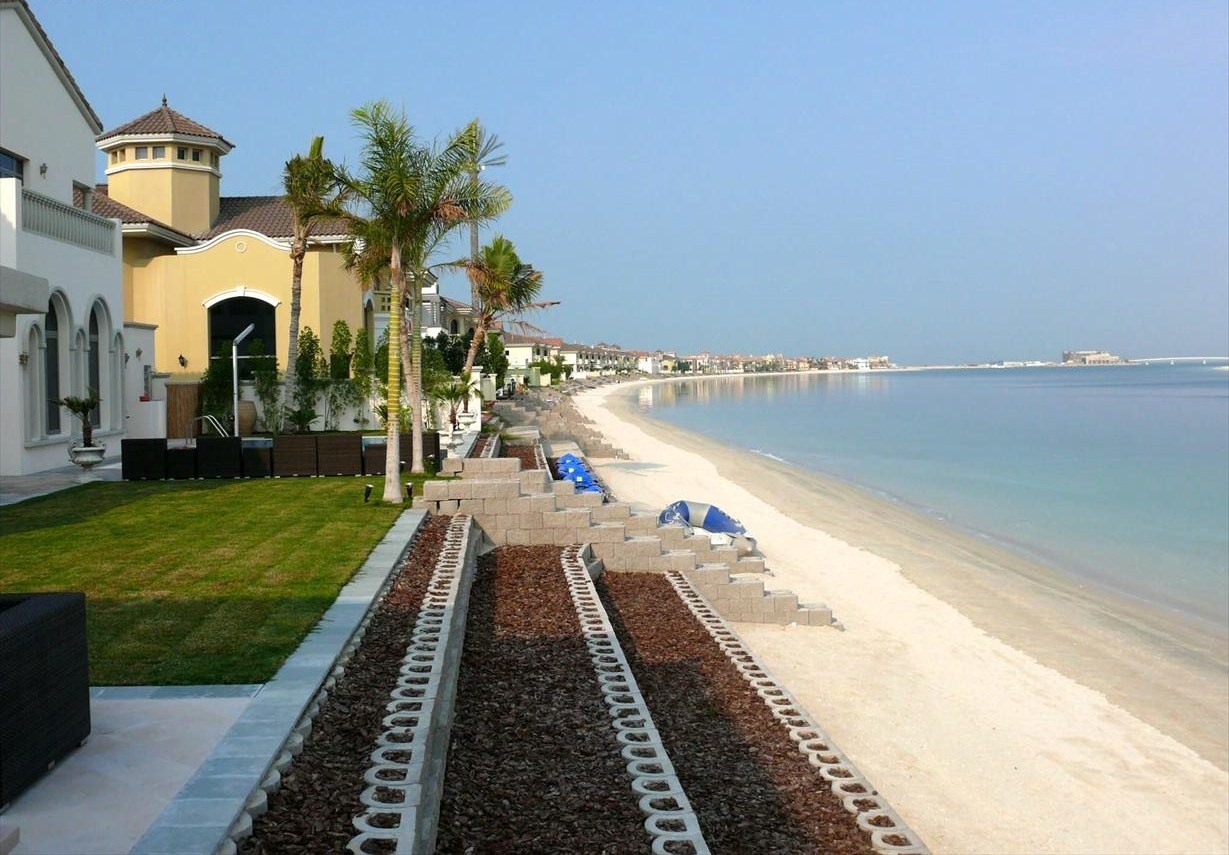
Privéstranden op Palmeiland Dubai

Palm Invest is een als omstreden bekendstaand beleggingsfonds dat stelde te investeren in vastgoed in de staat Dubai. In januari 2008 kwam het bedrijf in het nieuws nadat directieleden werden opgepakt omdat ze verdacht werden van fraude.

## Palm Invest in het kort
In 2006 richtten de vrienden Danny Klomp en Remco Voortman een beleggingsfonds op: Palm Invest. Bedoeling was een fonds op te zetten waarin mensen konden investeren, het fonds Palm Invest zou vervolgens het geld van de beleggers weer investeren in de aankoop van appartementen en villa's op de Palmeilanden in Dubai. Door aan- en verkoop van het vastgoed én door verhuur van de panden zou het fonds winst maken, de beleggers zouden maandelijks een vast rendement van 9% op jaarbasis uitgekeerd krijgen. De prijs van één obligatie bedroeg € 1000, de minimuminleg was € 50.000. Door de minimuminleg op € 50.000 te stellen viel Palm Invest buiten het toezicht van de Autoriteit Financiële Markten.
In 2007 maakte Palm Invest veel reclame: ze maakten een glossy brochure, stonden op de Miljonair Fair, adverteerden met grote borden in de Amsterdam ArenA en verschenen in RTL Z en het programma Business Class van Harry Mens. Door Harry Mens werd het fonds aangeprezen als betrouwbaar. Om de betrouwbaarheid te benadrukken, richtte Palm Invest de Stichting Garantiegelden Palm Invest op, deze stichting zou beleggers moeten compenseren bij verlies. De stichting bleek later een wassen neus te zijn, op de rekening van de stichting stond slechts 23 euro.
Palm Invest was direct succesvol, binnen enkele maanden draaide het fonds een paar miljoen omzet per maand. De beleggers ontvingen hun rendement, achteraf bleek dat de beleggers betaald werden met het geld van nieuwe beleggers. Palm Invest bleek te berusten op een ponzifraude. Al in de zomer van 2007 werden de eerste beleggers wantrouwend, ze schakelden advocaat Dion Bartels in. Bartels is deskundig op het gebied van beleggingsfraude. Bartels deed in november 2007 aangifte. De FIOD deed in januari 2008 een inval bij Palm Invest.
Het is lang onduidelijk geweest hoeveel beleggers Palm Invest aan zich wist te binden en om hoeveel geld het ging (zie hierna). In september 2009 maakte het Openbaar Ministerie bekend dat er uiteindelijk ruim 400 beleggers geld ingelegd hebben voor een totaal bedrag van 30 miljoen euro. Van die 30 miljoen werd 4 miljoen daadwerkelijk belegd in vastgoed, 20 miljoen werd uitgegeven aan privé-aankopen van Voortman en Klomp. Na lang uitstel startte de strafzaak in september 2009.

## Palm Invest in opspraak
Op 14 november 2007 werd door advocatenkantoor Bartels Advocaten aangifte tegen Palm Invest gedaan. Volgens het advocatenkantoor zou het beleggingsfonds zich schuldig maken aan fraude. Palm Invest wilde volgens advocaat Dion Bartels, die naar eigen zeggen op dat moment tientallen gedupeerde beleggers juridisch ondersteunde, op geen enkele manier aantonen in welke vastgoedobjecten ze belegden. Palm Invest zou volgens Bartels een piramidespel hanteren. De maandelijkse dividenden zouden worden uitbetaald met de inleg van nieuwe beleggers. Ook wees Bartels erop dat betalingen aan beleggers contant zouden zijn verricht, wat heel ongebruikelijk is. De betalingen vonden plaats via "sporttassenruil" op een grenswisselkantoor op Station Enschede. Woordvoerder Harmen Roeland van Palm Invest bevestigde dit verhaal met als achterliggende redenen dat bij contante betaling hogere rendementen te behalen zijn. Advocaat Bartels vergeleek Palm Invest met beleggingsfondsen als Royal Dubai en Golden Sun Resorts, welke fondsen in vastgoed zeiden te beleggen in Dubai en Turkije. Palm Invest werd toentertijd vertegenwoordigd door advocaat Oscar Hammerstein. De inderhaast aangestelde directeur vertelde dat "Palm Invest nog nooit een rentetermijn gemist heeft".

## Inval bij Palm Invest
Maandag 21 januari 2008 viel de FIOD binnen bij acht bedrijfspanden van Palm Invest en bij de huizen van de directieleden in het Gooi en Monaco. De directieleden waren net daarvoor teruggekeerd vanuit Dubai na een zakenreis. Vanaf Schiphol werden zij naar hun huizen gevolgd waarna vijf aanhoudingen werden verricht. Er werd beslag gelegd op luxegoederen en de boekhouding. Onder hen waren de oprichters Remco Voortman en Danny Klomp. De directieleden werden verdacht van verduistering, witwassen en deelname aan een criminele organisatie.
Palm Invest maakte veel reclame in de Amsterdam ArenA, twee dagen na de inval, op woensdag 23 januari 2008 besloot Ajax NV de reclameborden te verwijderen. Ook Harry Mens maakte in zijn televisieprogramma Business Class regelmatig reclame voor Palm Invest. Volgens de advocaten van de gedupeerden is Harry Mens door de aandacht die hij aan Palm Invest schonk en het feit dat hij Palm Invest aanprees als betrouwbaar, medeverantwoordelijk.

## Aanloop naar het proces
Aan het begin van het proces, in september 2009, was duidelijk dat er in totaal 30 miljoen euro was ingebracht door 400 beleggers. Van die 30 miljoen euro werd 4 miljoen daadwerkelijk belegd in vastgoed en verdween 20 miljoen in de zakken van de directie. Om hoeveel geld het ging is lang onduidelijk geweest. In 2008 zei de FIOD dat in de krap twee jaar dat Palm Invest bestond, het fonds 23.460.406 euro ophaalde bij beleggers. Uit stukken van diezelfde FIOD bleek dat ervan uit werd gegaan dat de directieleden meer dan 50% van het gestorte geld voor privédoeleinden gebruikt hebben. Het grootste deel daarvan kwam voor rekening van Remco Voortman die zich volgens de FIOD 10.634.000 euro toe-eigende, achteraf bleek dit nog meer te zijn. Voortman gebruikte het geld onder andere om oude schulden af te betalen en huizen en luxe goederen te kopen zoals auto's, boten en horloges. Bij de 'oude schulden' van Voortman ging het om een eerdere fraudezaak waarin hij 1,5 miljoen euro moest betalen vanwege malversaties met het door hem opgerichte IT-bedrijf Deficom. De directieleden bagatalliseerden de verduistering met de woorden: "We hebben gelden naar voren gehaald maar hebben nooit de intentie gehad iemand te benadelen."
Volgens andere onderzoeken (van de media) legden beleggers 27 miljoen euro in. Hiervan werd 4,6 miljoen euro daadwerkelijk besteed aan de aankoop van vastgoed in Dubai, aldus de onderzoekers. Achteraf bleek het dus om nog meer ingelegd geld te gaan en was er nog minder belegd.
Op 29 april 2008 diende de eerste pro-formazitting tegen de directie, tijdens die zitting werd het voorarrest verlengd. In juli 2008 diende de tweede pro-formazitting en in oktober 2008 de derde en laatste. Tijdens de zitting in oktober 2008 verzochten Voortman en Klomp om tijdelijke vrijlating. De advocaat van Palm Invest stelde dat het onnodig was om Voortman en Klomp langer vast te houden, er zou geen vluchtgevaar zijn en als beiden vrij zouden komen, zouden zij een deel van het geld van beleggers veilig kunnen stellen. Het Openbaar Ministerie zag niets in tijdelijke vrijlating, ze achtte het vluchtgevaar te groot. De rechter bepaalde echter op 3 oktober 2008 dat Voortman en Klomp op 1 november vrij zouden komen. Het was de bedoeling dat de inhoudelijke rechtszaak tegen de directieleden van Palm Invest in november 2008 van start zou gaan en de rechter verwachtte dat de zaak maanden zou gaan duren. Om de verdachten al die tijd vast te houden, achtte de rechter juridisch niet mogelijk. In november 2008 ging de inhoudelijke zaak echter niet van start, ook de daarna geprikte datum van mei 2009 werd niet gehaald. Marcel van Gessel, van Van Gessel Advocaten te Amsterdam, trad inmiddels op als advocaat van Remco Voortman. Uiteindelijk startte de zaak in september 2009.
Tijdens de pro-formazitting in oktober 2008 werden enkele details van de inhoudelijke rechtszaak duidelijk. De verdediging wilde aantonen dat Voortman en Klomp geen slechte intenties hadden. Palm Invest was zo succesvol dat beiden het overzicht verloren, aldus hun advocaat. De verdediging van Klomp en Voortman was van plan een groot aantal getuigen op te roepen die de goede intenties van de verdachten aan zouden moeten tonen. Het OM stelde tijdens de pro-formazitting dat voor hen vaststaat dat er honderden mensen zijn opgelicht, van investeringen door Palm Invest was volgens het OM niets of vrijwel niets gebleken.
De verdediging bestreed de visie van het OM, volgens de advocaat van de verdachten waren er in aanvang wel beleggingen gedaan, die ook goed rendeerden. Palm Invest zou gesneuveld zijn door de aangifte, de mediahype die dat veroorzaakte en de opsporingswoede van de FIOD. Hiermee legden Voortman en Klomp de schuld voor de neergang van Palm Invest bij gedupeerde cliënten, de media en de opsporingsinstantie en niet bij henzelf. Zonder ingrijpen van het Openbaar Ministerie en de FIOD was alles op rolletjes blijven lopen, aldus de verdachten. Volgens Voortman werden hij en Klomp extra hard aangepakt omdat "We als een soort voorbeeld worden gebruikt voor de maatschappij."
Advocaat Dion Bartels vertegenwoordigde toentertijd inmiddels de belangen van honderden gedupeerde beleggers. Volgens Bartels ging het toen al om meer geld dan de FIOD had achterhaald, hetgeen later waar bleek te zijn. Bartels zei daarover: "Bij ons zijn 320 beleggers bekend, die 21 miljoen euro hebben geïnvesteerd. Er zijn in totaal 400 beleggers met 28 miljoen euro, maar sommigen hebben zich om fiscale redenen niet gemeld." Bartels ontvangt naast een vastgestelde fee van circa 1.000 euro per gedupeerde nog 10 procent van het terug te vinden geld.

## Ontvoering van Danny Klomp
In juli 2009 waren Voortman en Klomp nog steeds op vrije voeten. In die maand werd Remco Voortman voorgesteld aan een financiële zakenrelatie van een vriend die voorstelde een afspraak met mogelijke zakenpartners in Antwerpen te maken. Nadat Voortman overleg voerde met Klomp besloten de twee niet in te gaan op de uitnodiging. De potentiële zakenpartners bleven echter aandringen bij Klomp die uiteindelijk de eerste afspraak maakte. De zakenpartners deden zich voor als leden van een rijke Joods-Antwerpse familie en zeiden te willen investeren in vastgoed in de Verenigde Arabische Emiraten. Tijdens de eerste ontmoeting had een van de 'zakenmensen' zich verkleed als orthodoxe Jood, inclusief lange baard en keppeltje. Bij de tweede afspraak op 20 juli 2009 ging Klomp naar de afspraak samen met een voormalige zakenpartner. Tijdens hun bezoek aan Antwerpen werden zij niet opgewacht door Joodse zakenlui maar door zes gemaskerde mannen. Ze werden ontvoerd, tijdens de ontvoering werden ze mishandeld en werd bij Klomp een teen afgeknipt met behulp van een heggenschaar. In eerste instantie leek het er op dat de daders handelden in opdracht van een gedupeerde belegger, maar dit bleek niet het geval. De daders wilden Voortman en Klomp afpersen. Klomp zegde hen uit angst een som geld toe, maar schakelde direct de politie in. Tijdens de zogenaamde betaling in een hotelkamer in Houten werden twee van de zes daders gepakt, hun identiteit is niet bekendgemaakt. Wel is bekend dat het om twee 34-jarige mannen uit Alkmaar en Enschede gaat. De ophef die de ontvoering veroorzaakte was voor het Openbaar Ministerie reden om Klomp en Voortman opnieuw aan te houden, de heren mochten het land immers niet uit en waren blijkbaar toch naar België vertrokken. Al snel werden ze weer vrijgelaten.

## Strafzaak
Op 8 september 2009 startte de strafzaak. Tijdens de zitting bleek dat Voortman en Klomp en advocaat Bartels namens de gedupeerden het op een akkoordje hadden gegooid: door verkoop van villa's, auto's en andere onrechtmatig verworven goederen zouden Klomp en Voortman zo veel mogelijk van de inleg terug willen halen. Verder zouden Klomp en Voortman proberen drie jaar lang extra inkomsten te verwerven die naar de beleggers zouden gaan. Bartels zei dat de beleggers op die manier in ieder geval iets van hun geld terug zouden zien. In ruil voor het akkoord laten de gedupeerde beleggers de civiele procedure tegen Voortman en Klomp varen. Voortman en Klomp hoefden wat de gedupeerden betrof ook de gevangenis niet in. Liever zagen zij dat beiden aan het werk konden gaan om geld terug te verdienen. Het Openbaar Ministerie meldde de strafzaak gewoon door te zetten, het OM zei niet het belang van de gedupeerden maar het maatschappelijk belang te dienen. Op 9 september 2009 werd bekend dat de strafzaak tegen Klomp en Voortman weer werd uitgesteld, dit keer tot maart 2010. Voortman en Klomp werden ook ontheven van hun meldingsplicht bij de politie. Op de eerste dag van het proces tegen de oprichters van Palm Invest, 15 maart 2010, ging het Palm Invest Virtueel Museum online, waarop veel documenten rond de zaak zijn te vinden.

### Vonnis
Klomp en Voortman werden op 22 april 2010 veroordeeld door de rechtbank in Amsterdam tot drie jaar en zes maanden gevangenisstraf. Tevens mogen zij gedurende de periode van vijf jaar het beroep van financieel adviseur niet meer uitoefenen. De eis van het OM was vijf jaar gevangenisstraf. De rechter en het OM gingen ervan uit dat er zo'n 20 miljoen euro verduisterd is. Het vonnis van de rechtbank pakte lager uit dan de eis van het OM. De rechter meende dat Voortman en Klomp in eerste instantie wel de intentie hadden om het geld gewoon te beleggen, maar ze zouden door het succes zijn ontspoord.

### Hoger beroep
In hoger beroep zijn de oprichters van Palm Invest in april 2013 veroordeeld tot vijf jaar cel. De rechtbank gaf het duo eerder een celstraf van 3,5 jaar waarop beide partijen in beroep gingen. De eis was zes jaar cel. De twee mogen bovendien vijf jaar niet als financieel dienstverlener werken.

### Hoge Raad
De Hoge Raad heeft Klomp en Voortman in cassatie veroordeeld tot vier jaar en negen maanden cel. Reden voor de verlaging met drie maanden is dat zij twee jaar moeten wachten op de uitspraak in hun cassatie, omdat het gerechtshof de stukken te laat had ingezonden.

## Nasleep
In januari 2021 werd Remco Voortman door de Spaanse politie gearresteerd vanwege een veroordeling wegens belastingfraude in 2020. Hij had met anderen een fictieve verkoop van mobiele telefoons en computers opgezet waarbij niet alleen omzetbelasting werd ontdoken, maar ook teruggevraagd. Met deze fraude werd de Nederlandse belastingdienst voor ongeveer 20 miljoen euro benadeeld.
Medio 2024 werd Danny Klomp in Spanje aangehouden. Hij moet nog een schadevergoeding van € 250.000 betalen aan slachtoffers die in Palm Invest hadden geïnvesteerd. Klomp is naar Nederland overgebracht waar sinds 2 juli 2024 vastzit.
In juni 2025 werd Remco Voortman weer veroordeeld voor het oplichten van zes personen voor ongeveer 800.000 euro. Hij kreeg een jaar gevangenisstraf, plus een jaar voorwaardelijk, en moet de gedupeerden het geld terugbetalen.